# Connor Michalek
Connor Mason Michalek (né le 25 novembre 2005 et mort le 25 avril 2014) est un fan américain de la World Wrestling Entertainment (WWE) qui était atteint d'une  grave maladie (un cancer de la moelle épinière et du cerveau).  Grâce au soutien des médias, il a pu rencontrer son idole Daniel Bryan à plusieurs reprises. Peu après son décès, Triple H (catcheur et co-président de la WWE) et son épouse Stephanie McMahon ont créé un fond baptisé Connor's Cure pour aider la recherche et les familles des enfants hospitalisés à Pittsburgh. Il a reçu à titre posthume le Warrior Award au cours de la cérémonie du WWE Hall of Fame le 28 mars 2015.

## Biographie
Michalek est né en 2005 de Steve Michalek et Brittany Caligiuri. À l'âge de trois ans, on lui diagnostique un médulloblastome, une tumeur au cerveau. Il a subi plusieurs opérations ainsi que des séances de chimiothérapie. Il vit dans le comté d'Allegheny en Pennsylvanie. Il est un grand fan de catch et notamment de la World Wrestling Entertainment et se fait surnommer Stone Crusher ou The Crusher,.
En octobre 2012, une vidéo est diffusée sur YouTube montrant Connor qui demande à rencontrer Daniel Bryan. Cette vidéo est relayée de manière virale et un groupe de soutien est créé sur Facebook. Deux jours après la diffusion de cette vidéo, le président de la World Wrestling Entertainment (WWE) Vince McMahon a annoncé que Connor va rencontrer son idole. Cette première rencontre a lieu le 18 décembre, au cours des enregistrements de Raw au Consol Energy Center de Pittsburgh puis le 7 octobre 2013,. Michalek a ensuite été invité à WrestleMania XXX le 6 avril 2014 où il a affronté Triple H. Il a assisté au spectacle et après sa victoire Daniel Bryan, qui est devenu champion du monde poids-lourds de la WWE, est venu voir Connor. Il est mort le 25 avril.

## Héritage
Peu de temps après sa disparition, la WWE a diffusé sur internet une vidéo rendant hommage à Connor The Crusher  Michalek qui est devenue virale et qui le montre à WrestleMania XXX. En juin de cette même année, Triple H (catcheur et co-président de la WWE) et son épouse Stephanie McMahon ont créé un fond baptisé Connor's Cure pour aider la recherche et les familles des enfants hospitalisés à Pittsburgh.
Le 9 mars 2015, la WWE annonce que Connor Michalek va être le premier  à recevoir le Warrior Award à titre posthume au cours de la cérémonie du WWE Hall of Fame le 28 mars et il va être introduit par Daniel Bryan et Dana Warrior, la veuve de l'Ultimate Warrior.